# Vuelta a España 2017
Vuelta a España 2017 – 72. edycja wyścigu kolarskiego Vuelta a España, rozegrana od 19 sierpnia do 10 września 2017 roku. Liczył dwadzieścia jeden etapów o łącznym dystansie 3324,1 km. Wyścig zaliczany był do rankingu światowego UCI World Tour 2017.

## Uczestnicy
Na starcie wyścigu stanęły 22 ekipy. Wśród nich osiemnaście ekip UCI World Tour 2017 oraz cztery inne zaproszone przez organizatorów.
Lista drużyn uczestniczących w wyścigu:
| Numery  | Kod | Drużyna              |
| ------- | --- | -------------------- |
| 1-9     | TFS | Trek-Segafredo       |
| 11-19   | QST | Quick-Step Floors    |
| 21-29   | SKY | Team Sky             |
| 31-39   | BMC | BMC Racing Team      |
| 41-49   | ORS | Orica-Scott          |
| 51-59   | MOV | Movistar Team        |
| 61-69   | SUN | Team Sunweb          |
| 71-79   | BOH | Bora-Hansgrohe       |
| 81-89   | ALM | Ag2r-La Mondiale     |
| 91-99   | CDT | Cannondale-Drapac    |
| 101-109 | KAT | Team Katusha-Alpecin |

| Numery  | Kod | Drużyna                |
| ------- | --- | ---------------------- |
| 111-119 | TLJ | Team LottoNL-Jumbo     |
| 121-129 | UAD | UAE Team Emirates      |
| 131-139 | AST | Astana Pro Team        |
| 141-149 | LTS | Lotto Soudal           |
| 151-159 | TBM | Bahrain-Merida         |
| 161-169 | FDJ | FDJ                    |
| 171-179 | DDD | Dimension Data         |
| 181-189 | COF | Cofidis                |
| 191-199 | CJR | Caja Rural-Seguros RGA |
| 201-209 | ABS | Aqua Blue Sport        |
| 211-219 | MZN | Manza Postobon Team    |

## Etapy
| Etap | Data        | Start – Meta                               | km            | Typ           | Zwycięzca etapu    | Lider         |
| ---- | ----------- | ------------------------------------------ | ------------- | ------------- | ------------------ | ------------- |
| 1    | 19 sierpnia | Nîmes                                      | 13,7          | TTT           | BMC Racing Team    | Rohan Dennis  |
| 2    | 20 sierpnia | Nîmes – Gruissan                           | 203,4         | Płaski        | Yves Lampaert      | Yves Lampaert |
| 3    | 21 sierpnia | Prades – Andora                            | 158,5         | Górski        | Vincenzo Nibali    | Chris Froome  |
| 4    | 22 sierpnia | Escaldes-Engordany – Tarragona             | 198,2         | Płaski        | Matteo Trentin     | Chris Froome  |
| 5    | 23 sierpnia | Benicàssim – Alcossebre                    | 175,7         | Pagórkowaty   | Aleksiej Łucenko   | Chris Froome  |
| 6    | 24 sierpnia | Villarreal – Sagunto                       | 204,4         | Górzysty      | Tomasz Marczyński  | Chris Froome  |
| 7    | 25 sierpnia | Llíria – Cuenca                            | 207           | Płaski        | Matej Mohorič      | Chris Froome  |
| 8    | 26 sierpnia | Hellín – Xorret de Catí                    | 199,5         | Górski        | Julian Alaphilippe | Chris Froome  |
| 9    | 27 sierpnia | Orihuela – Cumbre del Sol                  | 174           | Górski        | Chris Froome       | Chris Froome  |
|      | 28 sierpnia | Dzień przerwy                              | Dzień przerwy | Dzień przerwy | Dzień przerwy      | Dzień przerwy |
| 10   | 29 sierpnia | Caravaca de la Cruz – El Pozo Alimentación | 164,8         | Pagórkowaty   | Matteo Trentin     | Chris Froome  |
| 11   | 30 sierpnia | Lorca – Observatoire de Calar Alto         | 187,5         | Górski        | Miguel Ángel López | Chris Froome  |
| 12   | 31 sierpnia | Motril – Antequera                         | 160,1         | Pagórkowaty   | Tomasz Marczyński  | Chris Froome  |
| 13   | 1 września  | Coín – Tomares                             | 198,4         | Płaski        | Matteo Trentin     | Chris Froome  |
| 14   | 2 września  | Écija – Sierra de la Pandera               | 175           | Górski        | Rafał Majka        | Chris Froome  |
| 15   | 3 września  | Alcalá la Real – Alto Hoya de la Mora      | 129,4         | Górski        | Miguel Ángel López | Chris Froome  |
|      | 4 września  | Dzień przerwy                              | Dzień przerwy | Dzień przerwy | Dzień przerwy      | Dzień przerwy |
| 16   | 5 września  | Circuito de Navarra – Logroño              | 40,2          | ITT           | Chris Froome       | Chris Froome  |
| 17   | 6 września  | Villadiego – Los Machucos                  | 180,5         | Górski        | Stefan Denifl      | Chris Froome  |
| 18   | 7 września  | Suances – Santo Toribio de Liébana         | 169           | Pagórkowaty   | Sander Armée       | Chris Froome  |
| 19   | 8 września  | Caso – Gijón                               | 149,7         | Górzysty      | Thomas De Gendt    | Chris Froome  |
| 20   | 9 września  | Corvera de Asturias – Alto de l'Angliru    | 117,5         | Górski        | Alberto Contador   | Chris Froome  |
| 21   | 10 września | Arroyomolinos – Madryt                     | 117,6         | Płaski        | Matteo Trentin     | Chris Froome  |

### Etap 1 – 19.08: Nîmes, 13,7 km (TTT)
| #  | Zespół            | Czas    |
| -- | ----------------- | ------- |
| 1. | BMC Racing Team   | 15' 58" |
| 2. | Quick-Step Floors | + 6"    |
| 3. | Team Sunweb       | + 6"    |

| #    | Zawodnik           | Zespół | Czas    |
| ---- | ------------------ | ------ | ------- |
| 1.   | Rohan Dennis       | BMC    | 15' 58" |
| 2.   | Daniel Oss         | BMC    | + 0"    |
| 3.   | Nicolas Roche      | BMC    | + 0"    |
|      |                    |        |         |
| 30.  | Rafał Majka        | BOH    | + 21"   |
| 31.  | Paweł Poljański    | BOH    | + 21"   |
| 35.  | Tomasz Marczyński  | LTS    | + 24"   |
| 114. | Przemysław Niemiec | UAD    | + 47"   |

### Etap 2 – 20.08: Nîmes – Gruissan, 203,4 km
| #    | Zawodnik           | Zespół | Czas       |
| ---- | ------------------ | ------ | ---------- |
| 1.   | Yves Lampaert      | QST    | 4h 36' 13" |
| 2.   | Matteo Trentin     | QST    | + 0"       |
| 3.   | Adam Blythe        | ABS    | + 0"       |
|      |                    |        |            |
| 23.  | Rafał Majka        | BOH    | + 8"       |
| 27.  | Tomasz Marczyński  | LTS    | + 8"       |
| 73.  | Paweł Poljański    | BOH    | + 13"      |
| 190. | Przemysław Niemiec | UAD    | + 7' 28"   |

| #    | Zawodnik           | Zespół | Czas       |
| ---- | ------------------ | ------ | ---------- |
| 1.   | Yves Lampaert      | QST    | 4h 52' 07" |
| 2.   | Matteo Trentin     | QST    | + 1"       |
| 3.   | Daniel Oss         | BMC    | + 3"       |
|      |                    |        |            |
| 20.  | Rafał Majka        | BOH    | + 33"      |
| 26.  | Tomasz Marczyński  | LTS    | + 36"      |
| 29.  | Paweł Poljański    | BOH    | + 38"      |
| 181. | Przemysław Niemiec | UAD    | + 8' 19"   |

### Etap 3 – 21.08: Prades – Andora, 158,5 km
| #    | Zawodnik           | Zespół | Czas       |
| ---- | ------------------ | ------ | ---------- |
| 1.   | Vincenzo Nibali    | TBM    | 4h 01' 22" |
| 2.   | David de la Cruz   | QST    | + 0"       |
| 3.   | Chris Froome       | SKY    | + 0"       |
|      |                    |        |            |
| 38.  | Rafał Majka        | BOH    | + 2' 35"   |
| 48.  | Tomasz Marczyński  | LTS    | + 7' 16"   |
| 83.  | Przemysław Niemiec | UAD    | + 14' 08"  |
| 141. | Paweł Poljański    | BOH    | + 17' 27"  |

| #    | Zawodnik           | Zespół | Czas       |
| ---- | ------------------ | ------ | ---------- |
| 1.   | Chris Froome       | SKY    | 8h 53' 44" |
| 2.   | David de la Cruz   | QST    | + 2"       |
| 3.   | Nicolas Roche      | BMC    | + 2"       |
|      |                    |        |            |
| 29.  | Rafał Majka        | BOH    | + 2' 53"   |
| 46.  | Tomasz Marczyński  | LTS    | + 7' 37"   |
| 113. | Paweł Poljański    | BOH    | + 17' 50"  |
| 138. | Przemysław Niemiec | UAD    | + 22' 12"  |

### Etap 4 – 22.08: Escaldes-Engordany – Tarragona, 198,2 km
| #    | Zawodnik           | Zespół | Czas       |
| ---- | ------------------ | ------ | ---------- |
| 1.   | Matteo Trentin     | QST    | 4h 43' 57" |
| 2.   | Juan José Lobato   | TLJ    | + 0"       |
| 3.   | Tom Van Asbroeck   | CDT    | + 0"       |
|      |                    |        |            |
| 21.  | Tomasz Marczyński  | LTS    | + 0"       |
| 120. | Paweł Poljański    | BOH    | + 1' 20"   |
| 155. | Przemysław Niemiec | UAD    | + 3' 45"   |
| 156. | Rafał Majka        | BOH    | + 3' 45"   |

| #    | Zawodnik           | Zespół | Czas        |
| ---- | ------------------ | ------ | ----------- |
| 1.   | Chris Froome       | SKY    | 13h 37' 41" |
| 2.   | David de la Cruz   | QST    | + 2"        |
| 3.   | Nicolas Roche      | BMC    | + 2"        |
|      |                    |        |             |
| 43.  | Rafał Majka        | BOH    | + 6' 38"    |
| 45.  | Tomasz Marczyński  | LTS    | + 7' 37"    |
| 106. | Paweł Poljański    | BOH    | + 19' 10"   |
| 159. | Przemysław Niemiec | UAD    | + 25' 57"   |

### Etap 5 – 23.08: Benicàssim – Alcossebre, 175,7 km
| #   | Zawodnik           | Zespół | Czas       |
| --- | ------------------ | ------ | ---------- |
| 1.  | Aleksiej Łucenko   | AST    | 4h 24' 58" |
| 2.  | Merhawi Kudus      | DDD    | + 10"      |
| 3.  | Marc Soler         | MOV    | + 12"      |
|     |                    |        |            |
| 78. | Tomasz Marczyński  | LTS    | + 8' 52"   |
| 92. | Przemysław Niemiec | UAD    | + 10' 04"  |
| 94. | Paweł Poljański    | BOH    | + 10' 10"  |
| 97. | Rafał Majka        | BOH    | + 10' 12"  |

| #    | Zawodnik           | Zespół | Czas        |
| ---- | ------------------ | ------ | ----------- |
| 1.   | Chris Froome       | SKY    | 18h 07' 10" |
| 2.   | Tejay van Garderen | BMC    | + 10"       |
| 3.   | Esteban Chaves     | ORS    | + 12"       |
|      |                    |        |             |
| 50.  | Tomasz Marczyński  | LTS    | + 11' 58"   |
| 52.  | Rafał Majka        | BOH    | + 12' 19"   |
| 105. | Paweł Poljański    | BOH    | + 24' 49"   |
| 137. | Przemysław Niemiec | UAD    | + 31' 30"   |

### Etap 6 – 24.08: Villarreal – Sagunto, 204,4 km
| #   | Zawodnik           | Zespół | Czas       |
| --- | ------------------ | ------ | ---------- |
| 1.  | Tomasz Marczyński  | LTS    | 4h 47' 02" |
| 2.  | Paweł Poljański    | BOH    | + 0"       |
| 3.  | Enric Mas          | QST    | + 0"       |
|     |                    |        |            |
| 41. | Przemysław Niemiec | UAD    | + 46"      |
| 86. | Rafał Majka        | BOH    | + 12' 31"  |

| #    | Zawodnik           | Zespół | Czas        |
| ---- | ------------------ | ------ | ----------- |
| 1.   | Chris Froome       | SKY    | 22h 54' 38" |
| 2.   | Esteban Chaves     | ORS    | + 11"       |
| 3.   | Nicolas Roche      | BMC    | + 13"       |
|      |                    |        |             |
| 35.  | Tomasz Marczyński  | LTS    | + 11' 20"   |
| 38.  | Rafał Majka        | BOH    | + 12' 39"   |
| 60.  | Paweł Poljański    | BOH    | + 24' 14"   |
| 129. | Przemysław Niemiec | UAD    | + 43' 35"   |

### Etap 7 – 25.08: Llíria – Cuenca, 207 km
| #    | Zawodnik           | Zespół | Czas       |
| ---- | ------------------ | ------ | ---------- |
| 1.   | Matej Mohorič      | UAD    | 4h 43' 35" |
| 2.   | Paweł Poljański    | BOH    | + 16"      |
| 3.   | José Joaquín Rojas | MOV    | + 16"      |
|      |                    |        |            |
| 73.  | Tomasz Marczyński  | LTS    | + 12' 18"  |
| 113. | Przemysław Niemiec | UAD    | + 15' 39"  |
| 115. | Rafał Majka        | BOH    | + 15' 39"  |

| #    | Zawodnik           | Zespół | Czas        |
| ---- | ------------------ | ------ | ----------- |
| 1.   | Chris Froome       | SKY    | 27h 46' 51" |
| 2.   | Esteban Chaves     | ORS    | + 11"       |
| 3.   | Nicolas Roche      | BMC    | + 13"       |
|      |                    |        |             |
| 41.  | Tomasz Marczyński  | LTS    | + 15' 00"   |
| 42.  | Paweł Poljański    | BOH    | + 15' 46"   |
| 48.  | Rafał Majka        | BOH    | + 19' 40"   |
| 129. | Przemysław Niemiec | UAD    | + 50' 36"   |

### Etap 8 – 26.08: Hellín – Xorret de Catí, 199,5 km
| #   | Zawodnik           | Zespół | Czas       |
| --- | ------------------ | ------ | ---------- |
| 1.  | Julian Alaphilippe | QST    | 4h 37' 55" |
| 2.  | Jan Polanc         | UAD    | + 2"       |
| 3.  | Rafał Majka        | BOH    | + 2"       |
|     |                    |        |            |
| 36. | Przemysław Niemiec | UAD    | + 2' 39"   |
| 73. | Tomasz Marczyński  | LTS    | + 9' 20"   |
| 95. | Paweł Poljański    | BOH    | + 11' 56"  |

| #   | Zawodnik           | Zespół | Czas        |
| --- | ------------------ | ------ | ----------- |
| 1.  | Chris Froome       | SKY    | 32h 26' 13" |
| 2.  | Esteban Chaves     | ORS    | + 28"       |
| 3.  | Nicolas Roche      | BMC    | + 41"       |
|     |                    |        |             |
| 36. | Rafał Majka        | BOH    | + 18' 11"   |
| 40. | Tomasz Marczyński  | LTS    | + 22' 53"   |
| 48. | Paweł Poljański    | BOH    | + 26' 15"   |
| 98. | Przemysław Niemiec | UAD    | + 51' 48"   |

### Etap 9 – 27.08: Orihuela – Cumbre del Sol, 174 km
| #    | Zawodnik           | Zespół | Czas       |
| ---- | ------------------ | ------ | ---------- |
| 1.   | Chris Froome       | SKY    | 4h 07' 13" |
| 2.   | Esteban Chaves     | ORS    | + 4"       |
| 3.   | Michael Woods      | CDT    | + 5"       |
|      |                    |        |            |
| 48.  | Rafał Majka        | BOH    | + 4' 08"   |
| 61.  | Paweł Poljański    | BOH    | + 5' 56"   |
| 74.  | Tomasz Marczyński  | LTS    | + 8' 01"   |
| 122. | Przemysław Niemiec | UAD    | + 19' 17"  |

| #    | Zawodnik           | Zespół | Czas         |
| ---- | ------------------ | ------ | ------------ |
| 1.   | Chris Froome       | SKY    | 36h 33' 16"  |
| 2.   | Esteban Chaves     | ORS    | + 36"        |
| 3.   | Nicolas Roche      | BMC    | + 1' 03"     |
|      |                    |        |              |
| 36.  | Rafał Majka        | BOH    | + 22' 29"    |
| 44.  | Tomasz Marczyński  | LTS    | + 31' 04"    |
| 46.  | Paweł Poljański    | BOH    | + 32' 21"    |
| 117. | Przemysław Niemiec | UAD    | + 1h 11' 15" |

### Etap 10 – 29.08: Caravaca de la Cruz – El Pozo Alimentación, 164,8 km
| #    | Zawodnik           | Zespół | Czas       |
| ---- | ------------------ | ------ | ---------- |
| 1.   | Matteo Trentin     | QST    | 3h 34' 56" |
| 2.   | José Joaquín Rojas | MOV    | + 1"       |
| 3.   | Jaime Rosón        | CJR    | + 19"      |
|      |                    |        |            |
| 53.  | Przemysław Niemiec | UAD    | + 7' 56"   |
| 71.  | Rafał Majka        | BOH    | + 11' 52"  |
| 113. | Tomasz Marczyński  | LTS    | + 14' 55"  |
| 151. | Paweł Poljański    | BOH    | + 17' 33"  |

| #    | Zawodnik           | Zespół | Czas         |
| ---- | ------------------ | ------ | ------------ |
| 1.   | Chris Froome       | SKY    | 40h 12' 44"  |
| 2.   | Esteban Chaves     | ORS    | + 36"        |
| 3.   | Nicolas Roche      | BMC    | + 36"        |
|      |                    |        |              |
| 41.  | Rafał Majka        | BOH    | + 29' 49"    |
| 50.  | Tomasz Marczyński  | LTS    | + 41' 27"    |
| 58.  | Paweł Poljański    | BOH    | + 45' 22"    |
| 105. | Przemysław Niemiec | UAD    | + 1h 14' 39" |

### Etap 11 – 30.08: Lorca – Observatoire de Calar Alto, 187,5 km
| #    | Zawodnik           | Zespół | Czas       |
| ---- | ------------------ | ------ | ---------- |
| 1.   | Miguel Ángel López | AST    | 5h 05' 09" |
| 2.   | Chris Froome       | SKY    | + 14"      |
| 3.   | Vincenzo Nibali    | TBM    | + 14"      |
|      |                    |        |            |
| 68.  | Przemysław Niemiec | UAD    | + 19' 04"  |
| 88.  | Tomasz Marczyński  | LTS    | + 26' 28"  |
| 108. | Rafał Majka        | BOH    | + 26' 28"  |
| 126. | Paweł Poljański    | BOH    | + 31' 13"  |

| #   | Zawodnik           | Zespół | Czas         |
| --- | ------------------ | ------ | ------------ |
| 1.  | Chris Froome       | SKY    | 45h 18' 01"  |
| 2.  | Vincenzo Nibali    | TBM    | + 1' 19"     |
| 3.  | Esteban Chaves     | ORS    | + 2' 33"     |
|     |                    |        |              |
| 48. | Rafał Majka        | BOH    | + 56' 09"    |
| 50. | Tomasz Marczyński  | LTS    | + 1h 07' 47" |
| 65. | Paweł Poljański    | BOH    | + 1h 16' 27" |
| 88. | Przemysław Niemiec | UAD    | + 1h 33' 35" |

### Etap 12 – 31.08: Motril – Antequera, 160,1 km
| #   | Zawodnik           | Zespół | Czas       |
| --- | ------------------ | ------ | ---------- |
| 1.  | Tomasz Marczyński  | LTS    | 3h 56' 45" |
| 2.  | Omar Fraile        | DDD    | + 52"      |
| 3.  | José Joaquín Rojas | MOV    | + 52"      |
|     |                    |        |            |
| 4.  | Paweł Poljański    | BOH    | + 52"      |
| 46. | Rafał Majka        | BOH    | + 10' 54"  |
| 68. | Przemysław Niemiec | UAD    | + 15' 32"  |

| #   | Zawodnik           | Zespół | Czas         |
| --- | ------------------ | ------ | ------------ |
| 1.  | Chris Froome       | SKY    | 49h 22' 53"  |
| 2.  | Vincenzo Nibali    | TBM    | + 59"        |
| 3.  | Esteban Chaves     | ORS    | + 2' 13"     |
|     |                    |        |              |
| 45. | Rafał Majka        | BOH    | + 58' 56"    |
| 47. | Tomasz Marczyński  | LTS    | + 59' 28"    |
| 54. | Paweł Poljański    | BOH    | + 1h 09' 32" |
| 82. | Przemysław Niemiec | UAD    | + 1h 40' 51" |

### Etap 13 – 01.09: Coín – Tomares, 198,4 km
| #    | Zawodnik             | Zespół | Czas       |
| ---- | -------------------- | ------ | ---------- |
| 1.   | Matteo Trentin       | QST    | 4h 25' 13" |
| 2.   | Gianni Moscon        | SKY    | + 0"       |
| 3.   | Søren Kragh Andersen | SUN    | + 0"       |
|      |                      |        |            |
| 106. | Przemysław Niemiec   | UAD    | + 4' 10"   |
| 107. | Tomasz Marczyński    | LTS    | + 4' 10"   |
| 140. | Rafał Majka          | BOH    | + 5' 07"   |
| 151. | Paweł Poljański      | BOH    | + 5' 41"   |

| #   | Zawodnik           | Zespół | Czas         |
| --- | ------------------ | ------ | ------------ |
| 1.  | Chris Froome       | SKY    | 53h 48' 06"  |
| 2.  | Vincenzo Nibali    | TBM    | + 59"        |
| 3.  | Esteban Chaves     | ORS    | + 2' 13"     |
|     |                    |        |              |
| 47. | Tomasz Marczyński  | LTS    | + 1h 03' 38" |
| 48. | Rafał Majka        | BOH    | + 1h 04' 03" |
| 54. | Paweł Poljański    | BOH    | + 1h 15' 13" |
| 83. | Przemysław Niemiec | UAD    | + 1h 45' 01" |

### Etap 14 – 02.09: Écija – Sierra de la Pandera, 175 km
| #    | Zawodnik           | Zespół | Czas       |
| ---- | ------------------ | ------ | ---------- |
| 1.   | Rafał Majka        | BOH    | 4h 42' 10" |
| 2.   | Miguel Ángel López | AST    | + 27"      |
| 3.   | Vincenzo Nibali    | TBM    | + 31"      |
|      |                    |        |            |
| 90.  | Tomasz Marczyński  | LTS    | + 20' 42"  |
| 133. | Przemysław Niemiec | UAD    | + 29' 09"  |
| 137. | Paweł Poljański    | BOH    | + 29' 09"  |

| #   | Zawodnik           | Zespół | Czas         |
| --- | ------------------ | ------ | ------------ |
| 1.  | Chris Froome       | SKY    | 58h 30' 47"  |
| 2.  | Vincenzo Nibali    | TBM    | + 55"        |
| 3.  | Wilco Kelderman    | SUN    | + 2' 37"     |
|     |                    |        |              |
| 38. | Rafał Majka        | BOH    | + 1h 03' 22" |
| 49. | Tomasz Marczyński  | LTS    | + 1h 23' 49" |
| 63. | Paweł Poljański    | BOH    | + 1h 43' 51" |
| 96. | Przemysław Niemiec | UAD    | + 2h 13' 39" |

### Etap 15 – 03.09: Alcalá la Real – Alto Hoya de la Mora, 129,4 km
| #    | Zawodnik           | Zespół | Czas       |
| ---- | ------------------ | ------ | ---------- |
| 1.   | Miguel Ángel López | AST    | 3h 34' 51" |
| 2.   | Ilnur Zakarin      | KAT    | + 36"      |
| 3.   | Wilco Kelderman    | SUN    | + 45"      |
|      |                    |        |            |
| 42.  | Tomasz Marczyński  | LTS    | + 15' 21"  |
| 44.  | Przemysław Niemiec | UAD    | + 15' 21"  |
| 45.  | Rafał Majka        | BOH    | + 15' 21"  |
| 117. | Paweł Poljański    | BOH    | + 26' 09"  |

| #   | Zawodnik           | Zespół | Czas         |
| --- | ------------------ | ------ | ------------ |
| 1.  | Chris Froome       | SKY    | 62h 06' 25"  |
| 2.  | Vincenzo Nibali    | TBM    | + 1' 01"     |
| 3.  | Ilnur Zakarin      | KAT    | + 2' 08"     |
|     |                    |        |              |
| 39. | Rafał Majka        | BOH    | + 1h 17' 56" |
| 46. | Tomasz Marczyński  | LTS    | + 1h 38' 23" |
| 70. | Paweł Poljański    | BOH    | + 2h 09' 13" |
| 87. | Przemysław Niemiec | UAD    | + 2h 28' 13" |

### Etap 16 – 05.09: Circuito de Navarra – Logroño, 40,2 km
| #    | Zawodnik           | Zespół | Czas     |
| ---- | ------------------ | ------ | -------- |
| 1.   | Chris Froome       | SKY    | 47' 00"  |
| 2.   | Wilco Kelderman    | SUN    | + 29"    |
| 3.   | Vincenzo Nibali    | TBM    | + 57"    |
|      |                    |        |          |
| 69.  | Paweł Poljański    | BOH    | + 4' 45" |
| 78.  | Przemysław Niemiec | UAD    | + 5' 05" |
| 108. | Tomasz Marczyński  | LTS    | + 5' 56" |
| 131. | Rafał Majka        | BOH    | + 6' 30" |

| #   | Zawodnik           | Zespół | Czas         |
| --- | ------------------ | ------ | ------------ |
| 1.  | Chris Froome       | SKY    | 62h 53' 25"  |
| 2.  | Vincenzo Nibali    | TBM    | + 1' 58"     |
| 3.  | Wilco Kelderman    | SUN    | + 2' 40"     |
|     |                    |        |              |
| 40. | Rafał Majka        | BOH    | + 1h 24' 26" |
| 46. | Tomasz Marczyński  | LTS    | + 1h 44' 19" |
| 70. | Paweł Poljański    | BOH    | + 2h 13' 58" |
| 84. | Przemysław Niemiec | UAD    | + 2h 33' 18" |

### Etap 17 – 06.09: Villadiego – Los Machucos, 180,5 km
| #    | Zawodnik           | Zespół | Czas       |
| ---- | ------------------ | ------ | ---------- |
| 1.   | Stefan Denifl      | ABS    | 4h 48' 52" |
| 2.   | Alberto Contador   | TFS    | + 28"      |
| 3.   | Miguel Ángel López | AST    | + 1' 04"   |
|      |                    |        |            |
| 6.   | Rafał Majka        | BOH    | + 1' 04"   |
| 64.  | Przemysław Niemiec | UAD    | + 12' 19"  |
| 91.  | Paweł Poljański    | BOH    | + 16' 52"  |
| 122. | Tomasz Marczyński  | LTS    | + 20' 38"  |

| #   | Zawodnik           | Zespół | Czas         |
| --- | ------------------ | ------ | ------------ |
| 1.  | Chris Froome       | SKY    | 67h 44' 03"  |
| 2.  | Vincenzo Nibali    | TBM    | + 1' 16"     |
| 3.  | Wilco Kelderman    | SUN    | + 2' 13"     |
|     |                    |        |              |
| 36. | Rafał Majka        | BOH    | + 1h 23' 44" |
| 52. | Tomasz Marczyński  | LTS    | + 2h 03' 11" |
| 71. | Paweł Poljański    | BOH    | + 2h 29' 04" |
| 84. | Przemysław Niemiec | UAD    | + 2h 43' 51" |

### Etap 18 – 07.09: Suances – Santo Toribio de Liébana, 169 km
| #    | Zawodnik           | Zespół | Czas       |
| ---- | ------------------ | ------ | ---------- |
| 1.   | Sander Armée       | LTS    | 4h 09' 39" |
| 2.   | Aleksiej Łucenko   | AST    | + 31"      |
| 3.   | Giovanni Visconti  | TBM    | + 46"      |
|      |                    |        |            |
| 73.  | Tomasz Marczyński  | LTS    | + 24' 47"  |
| 102. | Przemysław Niemiec | UAD    | + 24' 47"  |
| 111. | Paweł Poljański    | BOH    | + 24' 47"  |
| 112. | Rafał Majka        | BOH    | + 24' 47"  |

| #   | Zawodnik           | Zespół | Czas         |
| --- | ------------------ | ------ | ------------ |
| 1.  | Chris Froome       | SKY    | 72h 03' 50"  |
| 2.  | Vincenzo Nibali    | TBM    | + 1' 37"     |
| 3.  | Wilco Kelderman    | SUN    | + 2' 17"     |
|     |                    |        |              |
| 39. | Rafał Majka        | BOH    | + 1h 38' 23" |
| 57. | Tomasz Marczyński  | LTS    | + 2h 17' 50" |
| 74. | Paweł Poljański    | BOH    | + 2h 43' 43" |
| 86. | Przemysław Niemiec | UAD    | + 2h 58' 30" |

### Etap 19 – 08.09: Caso – Gijón, 149,7 km
| #    | Zawodnik           | Zespół | Czas       |
| ---- | ------------------ | ------ | ---------- |
| 1.   | Thomas De Gendt    | LTS    | 3h 35' 46" |
| 2.   | Jarlinson Pantano  | TFS    | + 0"       |
| 3.   | Iván García        | TBM    | + 0"       |
|      |                    |        |            |
| 96.  | Przemysław Niemiec | UAD    | + 19' 33"  |
| 98.  | Paweł Poljański    | BOH    | + 19' 33"  |
| 102. | Tomasz Marczyński  | LTS    | + 19' 33"  |
| 105. | Rafał Majka        | BOH    | + 19' 33"  |

| #   | Zawodnik           | Zespół | Czas         |
| --- | ------------------ | ------ | ------------ |
| 1.  | Chris Froome       | SKY    | 75h 51' 51"  |
| 2.  | Vincenzo Nibali    | TBM    | + 1' 37"     |
| 3.  | Wilco Kelderman    | SUN    | + 2' 17"     |
|     |                    |        |              |
| 43. | Rafał Majka        | BOH    | + 1h 45' 41" |
| 61. | Tomasz Marczyński  | LTS    | + 2h 25' 08" |
| 79. | Paweł Poljański    | BOH    | + 2h 51' 01" |
| 91. | Przemysław Niemiec | UAD    | + 3h 05' 48" |

### Etap 20 – 09.09: Corvera de Asturias – Alto de l'Angliru, 117,5 km
| #   | Zawodnik           | Zespół | Czas       |
| --- | ------------------ | ------ | ---------- |
| 1.  | Alberto Contador   | TFS    | 3h 31' 33" |
| 2.  | Wout Poels         | SKY    | + 17"      |
| 3.  | Chris Froome       | SKY    | + 17"      |
|     |                    |        |            |
| 30. | Paweł Poljański    | BOH    | + 7' 33"   |
| 31. | Rafał Majka        | BOH    | + 7' 33"   |
| 35. | Tomasz Marczyński  | LTS    | + 8' 34"   |
| 88. | Przemysław Niemiec | UAD    | + 19' 44"  |

| #   | Zawodnik           | Zespół | Czas         |
| --- | ------------------ | ------ | ------------ |
| 1.  | Chris Froome       | SKY    | 79h 23' 37"  |
| 2.  | Vincenzo Nibali    | TBM    | + 2' 15"     |
| 3.  | Ilnur Zakarin      | KAT    | + 2' 51"     |
|     |                    |        |              |
| 39. | Rafał Majka        | BOH    | + 1h 53' 01" |
| 56. | Tomasz Marczyński  | LTS    | + 2h 33' 28" |
| 70. | Paweł Poljański    | BOH    | + 2h 58' 21" |
| 87. | Przemysław Niemiec | UAD    | + 3h 25' 19" |

### Etap 21 – 10.09: Arroyomolinos – Madryt, 117,6 km
| #    | Zawodnik             | Zespół | Czas       |
| ---- | -------------------- | ------ | ---------- |
| 1.   | Matteo Trentin       | QST    | 3h 06' 25" |
| 2.   | Lorrenzo Manzin      | FDJ    | + 0"       |
| 3.   | Søren Kragh Andersen | SUN    | + 0"       |
|      |                      |        |            |
| 82.  | Paweł Poljański      | BOH    | + 14"      |
| 86.  | Przemysław Niemiec   | UAD    | + 29"      |
| 115. | Rafał Majka          | BOH    | + 58"      |
| 130. | Tomasz Marczyński    | LTS    | + 1' 05"   |

| #   | Zawodnik           | Zespół | Czas         |
| --- | ------------------ | ------ | ------------ |
| 1.  | Chris Froome       | SKY    | 82h 30' 02"  |
| 2.  | Vincenzo Nibali    | TBM    | + 2' 15"     |
| 3.  | Ilnur Zakarin      | KAT    | + 2' 51"     |
|     |                    |        |              |
| 39. | Rafał Majka        | BOH    | + 1h 53' 59" |
| 55. | Tomasz Marczyński  | LTS    | + 2h 34' 33" |
| 67. | Paweł Poljański    | BOH    | + 2h 58' 35" |
| 86. | Przemysław Niemiec | UAD    | + 3h 25' 48" |

## Posiadacze koszulek po poszczególnych etapach
| Etap                 | Zwycięzca            | Klasyfikacja Generalna | Klasyfikacja Punktowa | Klasyfikacja Górska | Klasyfikacja Kombinowana | Klasyfikacja Drużynowa | Klasyfikacja Najaktywniejszych |
| -------------------- | -------------------- | ---------------------- | --------------------- | ------------------- | ------------------------ | ---------------------- | ------------------------------ |
| 1                    | BMC Racing Team      | Rohan Dennis           | –                     | Nicolas Roche       | Daniel Oss               | BMC Racing Team        | –                              |
| 2                    | Yves Lampaert        | Yves Lampaert          | Yves Lampaert         | Nicolas Roche       | Daniel Oss               | Quick-Step Floors      | Markel Irizar                  |
| 3                    | Vincenzo Nibali      | Chris Froome           | Vincenzo Nibali       | Davide Villella     | Chris Froome             | Orica-Scott            | Alexandre Geniez               |
| 4                    | Matteo Trentin       | Chris Froome           | Matteo Trentin        | Davide Villella     | Chris Froome             | Orica-Scott            | Diego Rubio                    |
| 5                    | Aleksiej Łucenko     | Chris Froome           | Matteo Trentin        | Davide Villella     | Chris Froome             | Astana Pro Team        | Aleksiej Łucenko               |
| 6                    | Tomasz Marczyński    | Chris Froome           | Matteo Trentin        | Davide Villella     | Chris Froome             | Astana Pro Team        | Enric Mas                      |
| 7                    | Matej Mohorič        | Chris Froome           | Matteo Trentin        | Davide Villella     | Chris Froome             | Movistar Team          | Luis Ángel Maté                |
| 8                    | Julian Alaphilippe   | Chris Froome           | Matteo Trentin        | Davide Villella     | Chris Froome             | Movistar Team          | Przemysław Niemiec             |
| 9                    | Chris Froome         | Chris Froome           | Chris Froome          | Davide Villella     | Chris Froome             | Movistar Team          | Marc Soler                     |
| 10                   | Matteo Trentin       | Chris Froome           | Matteo Trentin        | Davide Villella     | Chris Froome             | Movistar Team          | Matteo Trentin                 |
| 11                   | Miguel Ángel López   | Chris Froome           | Matteo Trentin        | Davide Villella     | Chris Froome             | Movistar Team          | Romain Bardet                  |
| 12                   | Tomasz Marczyński    | Chris Froome           | Matteo Trentin        | Davide Villella     | Chris Froome             | Movistar Team          | Omar Fraile                    |
| 13                   | Matteo Trentin       | Chris Froome           | Matteo Trentin        | Davide Villella     | Chris Froome             | Astana Pro Team        | Thomas De Gendt                |
| 14                   | Rafał Majka          | Chris Froome           | Matteo Trentin        | Davide Villella     | Chris Froome             | Astana Pro Team        | Luis Ángel Maté                |
| 15                   | Miguel Ángel López   | Chris Froome           | Chris Froome          | Davide Villella     | Chris Froome             | Astana Pro Team        | Sander Armée                   |
| 16                   | Chris Froome         | Chris Froome           | Chris Froome          | Davide Villella     | Chris Froome             | Astana Pro Team        | Chris Froome                   |
| 17                   | Stefan Denifl        | Chris Froome           | Chris Froome          | Davide Villella     | Chris Froome             | Astana Pro Team        | Daniel Moreno                  |
| 18                   | Sander Armée         | Chris Froome           | Chris Froome          | Davide Villella     | Chris Froome             | Astana Pro Team        | José Joaquín Rojas             |
| 19                   | Thomas De Gendt      | Chris Froome           | Chris Froome          | Davide Villella     | Chris Froome             | Astana Pro Team        | Daniel Navarro                 |
| 20                   | Alberto Contador     | Chris Froome           | Chris Froome          | Davide Villella     | Chris Froome             | Astana Pro Team        | Enric Mas                      |
| 21                   | Matteo Trentin       | Chris Froome           | Chris Froome          | Davide Villella     | Chris Froome             | Astana Pro Team        | –                              |
| Klasyfikacja końcowa | Klasyfikacja końcowa | Chris Froome           | Chris Froome          | Davide Villella     | Chris Froome             | Astana Pro Team        | Alberto Contador               |

## Klasyfikacje końcowe

### Klasyfikacja generalna
| M-ce | Zawodnik           | Zespół               | Czas         |
| ---- | ------------------ | -------------------- | ------------ |
| 1.   | Chris Froome       | Team Sky             | 82h 30' 02"  |
| 2.   | Vincenzo Nibali    | Bahrain-Merida       | + 2' 15"     |
| 3.   | Ilnur Zakarin      | Team Katusha-Alpecin | + 2' 51"     |
| 4.   | Wilco Kelderman    | Team Sunweb          | + 3' 15"     |
| 5.   | Alberto Contador   | Trek-Segafredo       | + 3' 18"     |
| 6.   | Wout Poels         | Team Sky             | + 6' 59"     |
| 7.   | Michael Woods      | Cannondale-Drapac    | + 8' 27"     |
| 8.   | Miguel Ángel López | Astana Pro Team      | + 9' 13"     |
| 9.   | Steven Kruijswijk  | Team LottoNL-Jumbo   | + 11' 18"    |
| 10.  | Tejay van Garderen | BMC Racing Team      | + 15' 50"    |
|      |                    |                      |              |
| 39.  | Rafał Majka        | Bora-Hansgrohe       | + 1h 53' 59" |
| 55.  | Tomasz Marczyński  | Lotto Soudal         | + 2h 34' 33" |
| 67.  | Paweł Poljański    | Bora-Hansgrohe       | + 2h 58' 35" |
| 86.  | Przemysław Niemiec | UAE Team Emirates    | + 3h 25' 48" |

| M-ce | Zawodnik           | Zespół               | Punkty |
| ---- | ------------------ | -------------------- | ------ |
| 1.   | Chris Froome       | Team Sky             | 158    |
| 2.   | Matteo Trentin     | Quick-Step Floors    | 156    |
| 3.   | Vincenzo Nibali    | Bahrain-Merida       | 128    |
| 4.   | Alberto Contador   | Trek-Segafredo       | 105    |
| 5.   | Wilco Kelderman    | Team Sunweb          | 97     |
| 6.   | Ilnur Zakarin      | Team Katusha-Alpecin | 93     |
| 7.   | Miguel Ángel López | Astana Pro Team      | 90     |
| 8.   | José Joaquín Rojas | Movistar Team        | 70     |
| 9.   | Michael Woods      | Cannondale-Drapac    | 61     |
| 10.  | Esteban Chaves     | Orica-Scott          | 61     |
|      |                    |                      |        |
| 11.  | Paweł Poljański    | Bora-Hansgrohe       | 58     |
| 12.  | Tomasz Marczyński  | Lotto Soudal         | 55     |
| 16.  | Rafał Majka        | Bora-Hansgrohe       | 51     |

| M-ce | Zawodnik           | Zespół            | Punkty |
| ---- | ------------------ | ----------------- | ------ |
| 1.   | Davide Villella    | Cannondale-Drapac | 67     |
| 2.   | Miguel Ángel López | Astana Pro Team   | 47     |
| 3.   | Chris Froome       | Team Sky          | 35     |
| 4.   | José Joaquín Rojas | Movistar Team     | 33     |
| 5.   | Thomas De Gendt    | Lotto Soudal      | 30     |
| 6.   | Tomasz Marczyński  | Lotto Soudal      | 28     |
| 7.   | Rafał Majka        | Bora-Hansgrohe    | 28     |
| 8.   | Stefan Denifl      | Aqua Blue Sport   | 28     |
| 9.   | Alberto Contador   | Trek-Segafredo    | 27     |
| 10.  | Romain Bardet      | Ag2r-La Mondiale  | 25     |
|      |                    |                   |        |
| 35.  | Przemysław Niemiec | UAE Team Emirates | 5      |
| 43.  | Paweł Poljański    | Bora-Hansgrohe    | 3      |

| M-ce | Zawodnik           | Zespół               | Punkty |
| ---- | ------------------ | -------------------- | ------ |
| 1.   | Chris Froome       | Team Sky             | 5      |
| 2.   | Miguel Ángel López | Astana Pro Team      | 17     |
| 3.   | Alberto Contador   | Trek-Segafredo       | 18     |
| 4.   | Ilnur Zakarin      | Team Katusha-Alpecin | 20     |
| 5.   | Vincenzo Nibali    | Bahrain-Merida       | 22     |
| 6.   | Wilco Kelderman    | Team Sunweb          | 27     |
| 7.   | José Joaquín Rojas | Movistar Team        | 34     |
| 8.   | Esteban Chaves     | Orica-Scott          | 37     |
| 9.   | Wout Poels         | Team Sky             | 40     |
| 10.  | Romain Bardet      | Ag2r-La Mondiale     | 45     |
|      |                    |                      |        |
| 12.  | Rafał Majka        | Bora-Hansgrohe       | 62     |
| 14.  | Tomasz Marczyński  | Lotto Soudal         | 73     |
| 29.  | Paweł Poljański    | Bora-Hansgrohe       | 121    |

| M-ce | Zespół                 | Czas         |
| ---- | ---------------------- | ------------ |
| 1.   | Astana Pro Team        | 247h 16' 21" |
| 2.   | Movistar Team          | + 6' 16"     |
| 3.   | Team Sky               | + 8' 12"     |
| 4.   | UAE Team Emirates      | + 49' 02"    |
| 5.   | Team LottoNL-Jumbo     | + 1h 07' 28" |
| 6.   | Orica-Scott            | + 1h 35' 21" |
| 7.   | Bahrain-Merida         | + 2h 02' 09" |
| 8.   | Caja Rural-Seguros RGA | + 2h 07' 45" |
| 9.   | BMC Racing Team        | + 2h 10' 38" |
| 10.  | Quick-Step Floors      | + 2h 28' 01" |